# Hans Frede Nielsen
Hans Frede Nielsen (20 tháng 5 năm 1943 - 9 tháng 1 năm 2021) là một nhà triết học người Đan Mạch, là Giáo sư danh dự về Ngôn ngữ học Lịch sử tại Đại học Nam Đan Mạch. Ông chuyên về ngôn ngữ học và rune học Giéc-man.

## Tiểu sử
Hans Frede Nielsen sinh ra ở Bramming, Đan Mạch, vào ngày 20 tháng 5 năm 1943, là con trai của Frede Nielsen và Sonja Nielsen. Nielsen học chuyên ngành tiếng Anh và tiếng Đức tại Đại học Copenhagen từ năm 1963 đến năm 1966. Ông đã nhận được Học bổng nước ngoài của Trinity College, giúp cho ông có được bằng Cử nhân (1968) và Thạc sĩ về Nghiên cứu Anglo-Saxon tại Đại học Cambridge. Trong số các giáo viên từng giảng dạy cho ông tại Cambridge có Dennis Howard Green.
Sau khi trở về Đan Mạch, ông làm giáo viên trung học trong vài năm. Từ năm 1975, Nielsen giảng dạy tại Viện Anh ngữ tại Đại học Odense. Ông nhận bằng tiến sĩ vào tháng 11 năm 1980 với luận án Old English and the Continental Germanic languages, đã được xuất bản trong một số cuốn sách. Năm 1999, Nielsen được bổ nhiệm làm Giáo sư Ngôn ngữ học Lịch sử tại Đại học Nam Đan Mạch. Ông nghỉ hưu với tư cách là Giáo sư anh dự vào tháng 9 năm 2006, nhưng vẫn tiếp tục giảng dạy và nghiên cứu cho đến khi qua đời vào năm 2021.
Nielsen là thành viên của Fryske Akademy (1996). Ông là người đồng sáng lập và đồng biên tập của tạp chí NOWELE, được xuất bản bởi John Benjamins Publishing Company.

## Tác phẩm chọn lọc
- Old English and the Continental Germanic languages, 1981
- The Germanic languages, 1989
- The Early Runic Language of Scandinavia, 2000